# Bazar (obwód żytomierski)
Bazar – wieś w rejonie narodyckim obwodu żytomierskiego Ukrainy.
W 1613 roku wzmiankowany jako miasto prywatne. Leżał w powiecie owruckim.
Pod rozbiorami siedziba gminy Bazar w powiecie owruckim guberni wołyńskiej.
Obecnie liczy ponad 500 mieszkańców. W pobliżu wsi 17 listopada 1921 miała miejsce bitwa żołnierzy armii Ukraińskiej Republiki Ludowej podczas drugiego pochodu zimowego.